# Trey Freeman
Pour les articles homonymes, voir Trey et Freeman.
Trey Freeman, né le 12 octobre 1992 à Virginia Beach, Virginie, est un joueur américain de basket-ball. Il évolue aux postes de meneur et d'arrière.

## Biographie

### Carrière universitaire
Il passe ses deux premières années universitaires à l'université de Campbell où il joue pour les Fighting Camels.
Puis, il part à l'université Old Dominion où il joue pour les Monarchs entre 2014 et 2016.

### Carrière professionnelle
Le 23 juin 2016, lors de la draft 2016 de la NBA, automatiquement éligible, il n'est pas sélectionné. Il participe à la NBA Summer League 2016 de Las Vegas avec les Rockets de Houston. En cinq matches, il a des moyennes de 5,2 points, 3,2 rebonds, 2,4 passes décisives et 0,6 interception en 18,4 minutes par match.
Le 29 août 2016, il signe avec les Pistons de Détroit pour participer au camp d'entraînement.

## Statistiques

### Universitaires
Les statistiques en matchs universitaires de Trey Freeman sont les suivantes :
| Saison    | Équipe       | Matchs | Titul. | Min./m | % Tir | % 3pts | % LF | Rbds/m. | Pass/m. | Int/m. | Ctr/m. | Pts/m. |
| --------- | ------------ | ------ | ------ | ------ | ----- | ------ | ---- | ------- | ------- | ------ | ------ | ------ |
| 2011-2012 | Campbell     | 29     | 26     | 32,1   | 43,7  | 35,4   | 87,1 | 3,07    | 3,83    | 1,14   | 0,10   | 13,93  |
| 2012-2013 | Campbell     | 33     | 33     | 37,2   | 44,2  | 50,0   | 82,8 | 3,24    | 5,76    | 1,36   | 0,06   | 14,27  |
| 2014-2015 | Old Dominion | 35     | 35     | 32,3   | 44,0  | 35,6   | 72,9 | 4,34    | 3,57    | 1,31   | 0,11   | 16,89  |
| 2015-2016 | Old Dominion | 38     | 38     | 35,1   | 42,9  | 34,9   | 82,9 | 4,21    | 3,03    | 1,03   | 0,11   | 22,05  |
| Total     |              | 135    | 132    | 34,2   | 43,6  | 37,1   | 81,2 | 3,76    | 4,01    | 1,21   | 0,10   | 17,07  |

## Palmarès
- 2× First-team All-Conference USA (2015, 2016)
- Conference USA Newcomer of the Year (2015)
- Big South Freshman of the Year (2012)